# Байганинский район
Байганинский район (каз. Байғанин ауданы) — административная единица юго-западе Актюбинской области Казахстана. Назван в честь акына Н. Байганина.
Административный центр района — село Карауылкельды.
Население района составляет 22 809 человек (по состоянию на начало 2019 года).
Аким района — Купенов Айбек Мураткалиевич.
Крупнейшие населённые пункты: Жаркамыс (1,8 тыс. чел.), Жарлы (2 тыс. чел.), Кемерши (1 тыс. чел.).

## География
Рельеф территории — холмистая равнина, на западе прилегает к Прикаспийской низменности, на востоке — к горам Мугалжары. Южная часть района занимают гора Донызтау и плато Шагырай. Разрабатываются месторождения гипса, глины, мела, щебня и других строительных материалов. Климат континентальный. Средние температуры января −10°С, июля 25°С. Среднегодовое количество атмосферных осадков 150—250 мм. Северную часть района занимают полупустыни, южную — пустыни. В почвенном покрове преобладают серозёмы и солонцовые комплексы. Реки: Эмба, Сагыз. Озёра: Сорколь, Тогыскан, Мынжасар. Многочисленны небольшие речки, пересыхающие летом. Произрастают ковыль, типчак, полынь, жантак (верблюжья колючка), чий, осока, тростник. Водятся косуля, сайгак, джейран, волк, лисица, заяц, корсак, суслик; из птиц: куропатки, гуси, утки.
Основу сельского хозяйства составляет животноводство (скотоводство, овцеводство, коневодство, верблюдоводство). Земледелие орошаемое (зерновые, кормовые культуры, картофель). По территории Байганинского района проходит железная дорога Атырау — Кандыагаш.

## История
Образован в 1928 году Адаевский округ. В 1929 передан в Актюбинский округ. В 1930 передан в прямое подчинение Казакской АССР. В 1932 отошёл к Актюбинской области. В 1940 переименован в Байганинский район (до этого назывался Табынский). В январе 1963 упразднён. Восстановлен в декабре 1964.

## Административное деление
1. Карауылкелдынский сельский округ
2. Ащинский сельский округ
3. Жанажолский сельский округ
4. Жаркамысский сельский округ
5. Кольтабанский сельский округ
6. Копинский сельский округ
7. Кызылбулакский сельский округ
8. Сарытогайский сельский округ
9. Миялинский сельский округ

## Известные уроженцы
- Байганин, Нурпеис (1860—1945) — казахский народный акын, заслуженный деятель искусств Казахской ССР.
- Есенбай Дуйсенбаев (1940—2011) — поэт, журналист, почётный деятель культуры Казахстана, почётный гражданин г. Актобе.
- Ешбаев, Сарсенгали (1924—1998) — полный кавалер ордена Славы[5].